# 绍尔马什
绍尔马什，是匈牙利佐洛州所辖的一个村，总面积16.37平方公里，总人口887，人口密度54.2人/平方公里（2010年1月1日）。